# Polianthes michoacana
Polianthes michoacana är en sparrisväxtart som beskrevs av M.Cedano, Delgad. och Enciso. Polianthes michoacana ingår i släktet Polianthes och familjen sparrisväxter. Inga underarter finns listade i Catalogue of Life.